# Pihanowicze (przystanek kolejowy)
Pihanowicze (biał. Пігановічы, ros. Пигановичи) – przystanek kolejowy w miejscowości Pihanowicze, w rejonie drohiczyńskim, w obwodzie brzeskim, na Białorusi. Leży na linii Homel - Łuniniec - Żabinka.